# قطعنامه ۷۴۸ شورای امنیت
قطعنامه ۷۴۸ شورای امنیت سازمان ملل متحد که در تاریخ ۳۱ مارس ۱۹۹۲ تصویب شد، سندی بین‌المللی دربارهٔ جمهوری عربی لیبی است. این قطعنامه طی نشست ۳۰۶۳ام با ۱۰ رای موافق، ۰ مخالف و ۵ ممتنع تصویب شد.